# Luperososia
Luperososia is een geslacht van kevers uit de familie bladkevers (Chrysomelidae).
De wetenschappelijke naam van het geslacht werd in 1935 gepubliceerd door Laboissiere.

## Soorten
- Luperososia antennalis Laboissiere, 1935
- Luperososia suturalis Laboissiere, 1940